# 刘仚成
刘仚成（6世纪？—626年），隋朝末年唐朝初年民变领袖，弘化郡（今甘肃省庆阳市）稽胡人。
隋炀帝大业十三年（617年）正月刘仚成聚众万余人，劫掠邻郡。刘仚成稽胡部落有数万人，是唐朝边境的祸患，唐高祖武德四年（621年）正月二十三辛巳日，唐高祖下诏命太子李建成统领各路兵马讨伐稽胡。二月二十四壬子日，延州总管段德操进击刘仚成，获胜，斩首千余级。三月，李建成军至鄜州，与刘仚成军相遇，将其击败，斩首数百级，虏获千余人。李建成假装释放其渠帅数十人，授以官爵，让他们回去招慰群胡，刘仚成与稽胡部落帅都请降。李建成以稽胡兵尚多，恐怕有变，将全部杀死。于是扬言增置州县，需要筑城，让群胡二十岁以上拿着板筑工具，集合起来筑城，暗中命兵士围起来，全部处死，死者六千馀人。刘仚成听说有变，投奔梁师都。十一月，林州总管刘旻击破刘仚成，刘仚成仅以身免，部落全部投降。稽胡酋长刘仚成率领部众投降梁师都，梁师都听信谗言，将刘仚成杀掉。刘仚成的部下心怀疑惧，有许多人降唐。梁师都逐渐衰弱，便劝说突厥前来侵犯唐朝。于是颉利可汗与突利可汗二人汇合兵马十多万人侵犯泾州，进兵到武功。